# Medusavirus

Schemazeichnung eines Virions der Medusaviridae, Querschnitt und Aufsicht

Medusavirus ist eine Gattung großer DNA-Viren,
deren erste gefundene Spezies Acanthamoeba-castellanii-Medusavirus (englisch Acanthamoeba castellanii medusavirus, ACMV, offiziell Medusavirus medusae)
aus einer japanischen Thermalquelle isoliert wurde.
Das ikosaedrische Kapsid der Viruspartikel (Virionen) hat T=277-Symmetrie und weist an der Oberfläche Anhänge mit kugeligen Köpfen auf. Sein Genom ist 381 kb groß.
Das Virus kann ungeschützte Amöben zu steinartigen Zysten aushärten. Unter Laborbedingungen kann die Amöbe Acanthamoeba castellanii als Wirt dienen. Dies ist das erste Virus, das in einer heißen Umgebung (43,4° C) gefunden wurde.
Morphologisch und phylogenetisch unterscheidet sich die Gattung Medusavirus stark von anderen Riesenviren des Phylums Nucleocytoviricota (ehemals Nucleocytoplasmic large DNA viruses, NCLDV),
weshalb vorgeschlagen wurde, es einer eigenen taxonomischen Familie Medusaviridae zuzuordnen.
Dem ist das International Committee on Taxonomy of Viruses (ICTV) im April 2023 mit der offiziellen Bestätigung der Gattung gefolgt, hat die Familie aber Mamonoviridae genannt.

## Evolution und Systematik
Die phylogenetischen Analysen zur Abstammung der Medusaviren ergaben zunächst ein uneinheitliches Bild.
Zunächst nahm man an, dass sie in der Abstammungslinie der NCLDVs einen basalen Zweig darzustellen.
Nach Yoshikawa et al. (2019) sollten sie nahe nahe „Mollivirus“ angesiedelt sein.
Die phylogenetische Analyse auf der Basis von DNA-Polymerase-Gensequenzen und Major Capsid Protein (MCP) ergab keinen Hinweis, Medusavirus in eine bestehende Gruppe oder Familie von NCLDVs aufzunehmen. Die Analyse des Proteoms und der Genzusammensetzung ergab, dass die Abstammungslinie von Medusavirus basal von der Wurzel diesem Phylum (einschließlich „Mollivirus“ und „Pandoravirus“) abzweigt. Daher wurde vorgeschlagen, Medusavirus in eine eigene Familie zu gruppieren.
Auch die Untersuchungen von Schulz et al. (2020) ergaben ein uneinheitliches Bild: Nach Fig. 1 stehen die Medusaviren den Coccolithoviren (und damit wohl Mollivirus) nahe, nach Fig. 3 (HGT-Netzwerk) aber eher den „Pithocedratviren“ (mit „Pithovirus“ und „Cedratvirus“).
Das International Committee on Taxonomy of Viruses (ICTV) hat die Familie im April 2023 innerhalb der NCLDVs den Megaviricetes zugeordnet, ohne eine nähere Zuordnung anzugeben (incertae sedis)
Medusavirus zeigt die Spuren evolutionärer Wechselwirkungen zwischen Virus und eukaryotischem Wirt, die durch die gemeinsame Nutzung des DNA-Replikationskompartiments und einer evolutionär lang anhaltenden Beziehung zwischen Virus und Wirt verursacht wurden.
Im April 2019 berichteten Biologen, dass das sehr große Medusavirus oder ein Verwandter zumindest teilweise für das evolutionäre Entstehen komplexer eukaryontischer Zellen aus einfacheren prokaryontischen Vorläufern verantwortlich gewesen sein könnte.
Diese Hypothese wurde im August 2020 noch ausführlicher von Masaharu Takemura vorgestellt.
Nach der im April 2023 vom ICTV veröffentlichten Systematik gliedern sich die Medsaviren wie folgt:
- Phylum: Nucleocytoviricota (NCLDVs)
  - Klasse: Megaviricetes
    - Ordnung: unbestimmt
      - Familie Mamonoviridae[11] (ursprünglich vorgeschlagen: Medusaviridae)[A. 1]
        - Gattung: Medusavirus
          - Spezies: Medusavirus medusae (Acanthamoeba-castellanii-Medusavirus, engl. Acanthamoeba castellanii medusavirus, ACMV) mit Stamm J1 (ACMV-J1)
          - Spezies: Medusavirus sthenus (veraltete Schreibvariante Medusavirus stheno, MVS) mit Stamm T3 (MVS-T3)

        - Gattung: „Clandestinovirus“ (Vorschlag)[12]
          - Spezies: „Clandestinovirus ST1“

        - Gattung:  „Usurpativirus“ (Vorschlag)[13]
          - Spezies: „Usurpativirus LCD7“

„Usurpativirus“ wird hier ebenfalls angeführt wegen seiner Nähe zu „Clandestinovirus“.
Eine neuere Phylogenie der Mamonoviridae findet sich bei Phycodnaviridae §Kladogramm (Zhang).

## Etymologie
Die Gattung Medusavirus und das Artepitheton medusae sind benannt nach der Medusa der griechischen Mythologie, einem Monster, dessen Blick die Menschen in Stein verwandelt.
Das Artepitheton der zweien Medusavirenart ist benannt nach Stheno, Schwester der Medusa in der griechischen Mythologie.
Der Präfix des Familiennamens Mamonoviridae leitet sich ab von japanisch 魔物 ‚Monster‘.

## Beschreibung
Wie die Kryoelektronenmikroskopie zeigt, weisen die Viruspartikel (Virionen) der Medusaviren eine sehr ungewöhnliche Morphologie auf. Das ikosaedrische Proteinkapsid (mit T=277-Symmetrie) hat einem Durchmesser von ungefähr 260 nm und eine Dicke von ca. 8 nm. Es ist mit ungefähr 14 nm langen Anhängen (‚Spikes‘) bedeckt, die in sphärischen (kugelförmigen) Spitzen enden. Auf jedem Kapsomer befindet sich genau ein solches Anhängsel. Unter dem Proteinkapsid befindet sich bei „Medusavirus“ – wie auch bei anderen großen nukleozytoplasmatischen DNA-Viren (NCLDVs) – eine 6 nm dicke innere Membran
Das Genom von ACMV ist ein lineares doppelsträngiges DNA-Molekül mit einer Länge von 381277 bp. Sein GC-Gehalt beträgt 61,7 %; nach diesem Indikator liegt Medusavirus nach der bisher vorgeschlagenen Gattung „Pandoravirus“ an zweiter Stelle unter den NCLDVs (Stand 2019).
Vermutlich beinhaltet das Genom 461 Protein-codierende Gene sowie verschiedene Sequenzen, die mutmaßlich für tRNA stehen.
In der Protein-kodierenden DNA konnten per Gen-Datenbankvergleich 115 Gene gefunden werden, die zu eukaryotischen Genen homolog sind, das sind 39 %. 86 % davon stammen vom Genom des amöboiden Wirts, was einen horizontalen Gentransfer (HGT, auch lateraler Gentransfer, LGT genannt) zwischen den Amöben und dem Virus anzeigt.
Interessanterweise gibt es im Genom von ACMV keine Gene, die für DNA-abhängige RNA-Polymerase, das Capping-Enzym und Topoisomerase II kodieren, wie sie sonst in den Genomen aller anderen großen NCLDVs zu finden sind. Daher wird die Replikation des Medusavirus-Genoms durch Proteine der Wirtszelle durchgeführt.
Stattdessen wurden bei ACMV die Gene aller fünf Histone (H1, H2A, H2B, H3 und H4) sowie einige andere für Viren nicht charakteristische Proteine gefunden, wie etwa ein Homolog von Cyclin B, das den Zellzyklus des Amöben-Wirts regulieren kann, und eine mutmaßliche Metacaspase, die an der Regulation des programmierten Zelltodes von Amöben beteiligt ist. Darüber hinaus ist die Medusavirus-DNA-Polymerase mit der eukaryontischen DNA-Polymerase δ verwandt.
Nach diesen ersten Untersuchungen erwarb das Medusavirus möglicherweise in seiner Stammesgeschichte viele eukaryontische Gene als Folge des horizontalen Gentransfers (HGT) vom Amöbenwirt.
Der horizontale Transfer verlief offenbar in mehreren Stufen und bidirektional.
Unter den 57 Gen-Kandidaten für HGT wird bei 13 eine Übertragung vom Virus auf die Amöbe (VtoA) vermutet, bei 12 in der umgekehrten Richtung von der Amöbe auf das Virus („AtoV“). Etwa die Hälfte der auf die Amöbe übertragenen Gene scheint dort aber nicht aktiv zu sein (oder diese Gene wurden von der Amöbe deaktiviert).

## Lebenszyklus
Die DNA von ACMV findet sich 1 Stunde nach der Infektion im Amöbenkern. Nach weiteren 1 bis 3 Stunden kann der größte Teil der viralen DNA an der Peripherie des Zellkerns nachgewiesen werden. Dies bedeutet, dass die Replikation des Medusavirus-Genoms im Kern der Wirtszelle stattfindet. 8 Stunden nach der Infektion erreicht die Konzentration an viraler DNA ihren höchsten Wert und die virale DNA ist im gesamten Zellkern verteilt. 8 bis 10 Stunden nach der Infektion lassen sich zahlreiche Kapside im Zytoplasma der infizierten Zelle nachweisen und 14 Stunden nach der Infektion ist die virale DNA auch im Zytoplasma nachweisbar. Die Freisetzung neuer Viruspartikel aus der Wirtszelle beginnt 14 Stunden nach der Infektion.